# Vinh
Vinh is een stad in Vietnam en is de hoofdplaats van de provincie Nghệ An. Het is gelegen in het noorden van Vietnam. Vinh telt naar schatting 435.000 inwoners. Vinh is een erg moderne stad met flatgebouwen naar Europese ideeën.

## Geschiedenis
Vinh heette oorspronkelijk Ke Van. Later werd de stad achtereenvolgens Ke Vinh, Vinh Giang, Vinh Doanh en Vinh Thi genoemd. Uiteindelijk, in 1789, werd de naam uiteindelijk Vinh. Dit waarschijnlijk onder invloed van Europeanen. Sindsdien bleef de naam intact.
De stad ligt zo noordelijk omdat Vietnam aanvankelijk het huidige deel in het noorden besloeg. Vanaf Vinh begon men verder te reizen naar het zuiden, daarom wordt Vinh ook wel de poort naar het zuiden genoemd.
Tijdens de Tay Son-periode (1788-1802) werd overwogen om Vinh als hoofdstad te benoemen. Dit gebeurde omwille van de korte duur van die dynastie niet. De invloed van de dynastie op het hedendaagse leven in Vietnam is wel groot. Vinh werd een industrieel centrum in Vietnam en werd bekend om zijn fabrieken.
Vinh was ooit de plaats van een aantal belangrijke historische locaties, met name een oude citadel. Maar in de loop der jaren werd Vinh beschadigd in enkele oorlogen, waardoor er weinig van de stad overbleef. De reconstructie werd gekenmerkt door de manier van bouwen, die erg lijkt op de rijen flatgebouwen in de toenmalige landen Sovjet-Unie en de DDR.
Historisch gezien was Vinh ook een belangrijk centra van de revolutionaire activiteiten tegen de Fransen in de 19de en 20ste eeuw. De geboorteplaats van Hồ Chí Minh, een van de leiders van de opstanden, ligt op 14 kilometer van Vinh en is een grote toeristische trekpleister voor veel Vietnamezen.

## Economie
De dienstensector omvat het grootste deel van de economie in Vinh, met ongeveer 55% van de werkende bevolking in dienst op dit gebied. De dienstensector wordt gevolgd door industriële sector (ongeveer 30 %) en bosbouw, landbouw en visserijen (15 %). Vinh is tevens heeft belangrijke positie op de route tussen de noordelijke en zuidelijke delen van het land.

## Bezienswaardigheden
De opmerkelijkste bezienswaardigheden in Vinh zijn de Hong Son Tempel en Quyet berg. De Hong Son Tempel is een van de enige tempels in Vinh die het communistische regime in Vietnam overleefden.
De Quyet berg, aan de rand van Vinh, wordt gebruikt als een rustig toevluchtsoord in de stad. Vanaf de top is heel Vinh te zien, samen met de rivieren en landbouwgronden eromheen. De berg is bedekt met pijnbomen, al is het bos nog steeds niet hersteld van de bombardementen tijdens de oorlog.
Andere bezienswaardigheden zijn het Nghe Tinh Sovjet-Museum (ter herdenking van de grote Nghe Tinh opstand tegen de Fransen in de jaren 1930) en het Cua Lo beach resort (een populaire bestemming voor de inwoners van Hanoi). Cua Lo is een van de grootste stukken wit strand, met weinig buitenlandse toeristen en lokale visspecialiteiten.